# ستيفن إليوت (ممثل)
ستيفن إليوت (بالإنجليزية: Stephen Elliott)‏ مواليد 27 نوفمبر 1918 في نيويورك، الولايات المتحدة - الوفاة 21 مايو 2005 في لوس أنجلوس، كاليفورنيا، هو ممثل أمريكي بدأ مسيرته الفنية سنة 1946. امتدت مسيرته الفنية لأكثر من 53 عاما.

## الأعمال
- المشفى
- آرثر
- شرطي بيفرلي هيلز
- اغتيال

## روابط خارجية
- ستيفن إليوت على موقع IMDb (الإنجليزية)
- ستيفن إليوت على موقع ألو سيني (الفرنسية)
- ستيفن إليوت على موقع ميوزك برينز (الإنجليزية)
- ستيفن إليوت على موقع أول موفي (الإنجليزية)
- ستيفن إليوت على موقع قاعدة بيانات برودواي على الإنترنت (الإنجليزية)
- ستيفن إليوت على موقع قاعدة بيانات الأفلام السويدية (السويدية)
- ستيفن إليوت على موقع قاعدة بيانات الفيلم (الإنجليزية)
- ستيفن إليوت على موقع كينوبويسك (الروسية)